# Bellstedt
Bellstedt ist eine Gemeinde im thüringischen Kyffhäuserkreis. Erfüllende Gemeinde (Verwaltungsort) ist die nahegelegene Stadt Ebeleben.

## Geografie

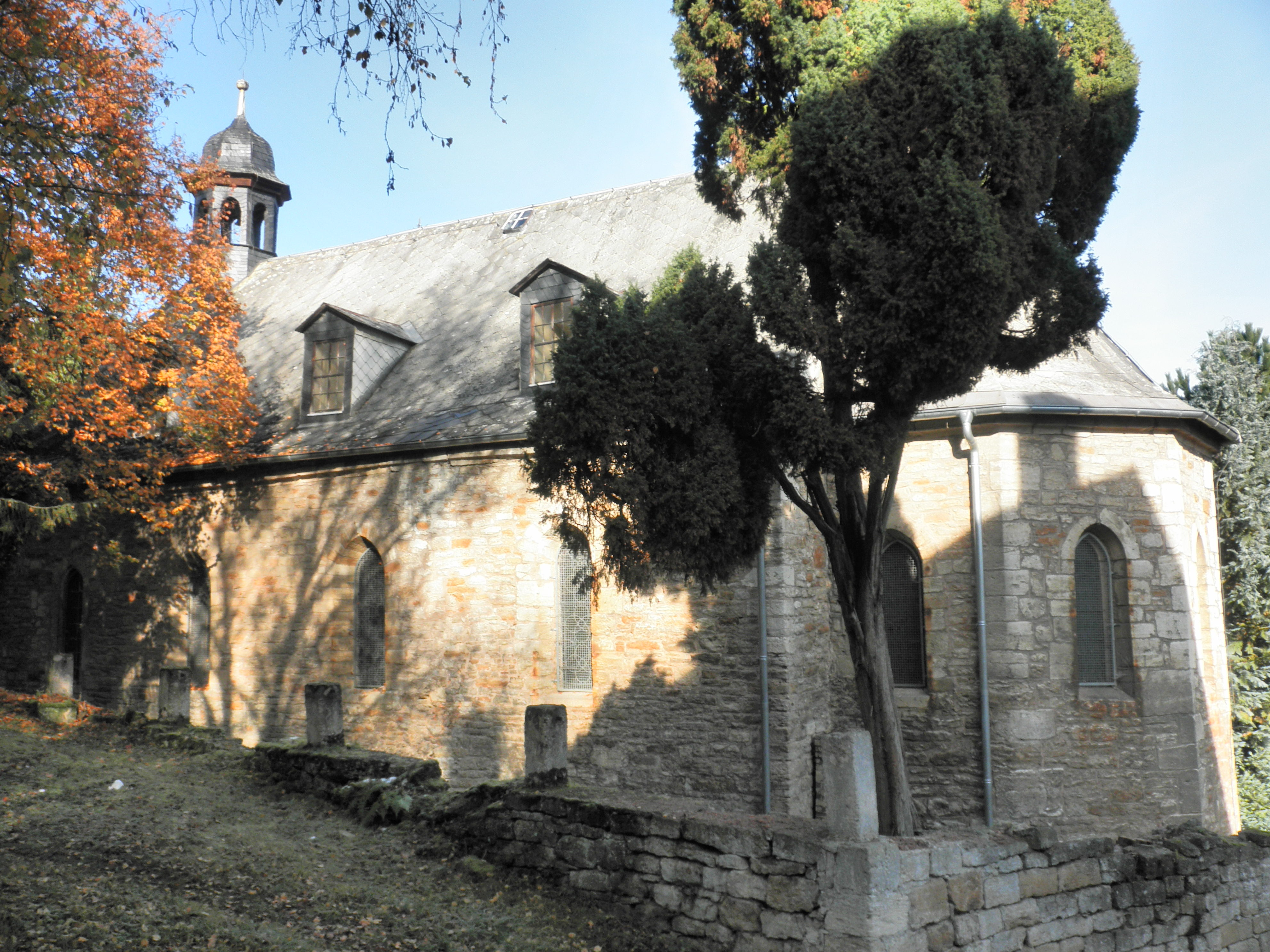
Kirche St. Andreas in Bellstedt

Bellstedt liegt im nordwestlichen Teil des Thüringer Beckens. Der Ort befindet sich 12 km (Luftlinie) südwestlich von Sondershausen sowie 4 km (Luftlinie) südöstlich von Ebeleben. Bellstedt liegt am linken Ufer der Helbe.

## Geschichte
Bellstedt wurde in alten Urkunden Baldersteti, Bilistat und Bilistade genannt.
Während des Dreißigjährigen Krieges waren Bellstedt und Thüringenhausen längere Zeit Filialorte von Hohenebra, da der dortige Pfarrer von 1629 bis 1640 in Bellstedt wirkte. Dieser Status endete 1657, als der Ort wieder einen eigenen Pfarrer erhielt.
Bis zum 1. Juli 1850 war Bellstedt ein Gerichtsdorf, in dem der Gutsherrschaft die Gerichtsbarkeit oblag. Ihr standen zudem die Patronate über Schule und Kirche zu. Hierbei wurde im Wechsel mit dem Landesherrn die örtliche Pfarrstelle besetzt, denn dieser verfügte weiterhin über das Patronat über die Filialkirche in Thüringenhausen. Ursprünglich hatte das Kirchenpatronat dem Kloster Ilfeld zugestanden.

### Einwohnerentwicklung
Entwicklung der Einwohnerzahl (31. Dezember):
| - 1994: 222 - 1995: 226 - 1996: 230 - 1997: 222 - 1998: 221 - 1999: 217 | - 2000: 212 - 2001: 218 - 2002: 210 - 2003: 206 - 2004: 204 - 2005: 199 | - 2006: 190 - 2007: 182 - 2008: 181 - 2009: 174 - 2010: 172 - 2011: 171 | - 2012: 161 - 2013: 156 - 2014: 159 - 2015: 160 - 2016: 159 - 2017: 158 | - 2018: 162 - 2019: 162 - 2020: 158 - 2021: 162 |

Datenquelle: Thüringer Landesamt für Statistik

## Politik
Bei der Thüringer Landtagswahl 2014 erreichte in Bellstedt die NPD mit 24,1 % der Zweitstimmen (bei einem Landesergebnis von 3,6 %) ihr Rekordergebnis im Vergleich aller Thüringer Gemeinden.

## Wirtschaft
Bellstedt ist wie viele andere Orte im Thüringer Becken von der Landwirtschaft geprägt (z. B. Raps, Getreide, Mais und Kartoffeln).

## Persönlichkeiten
- Thilo Apel (1822–1860), Gutsbesitzer, Oberamtmann und Landtagsabgeordneter